# Toxine microbienne

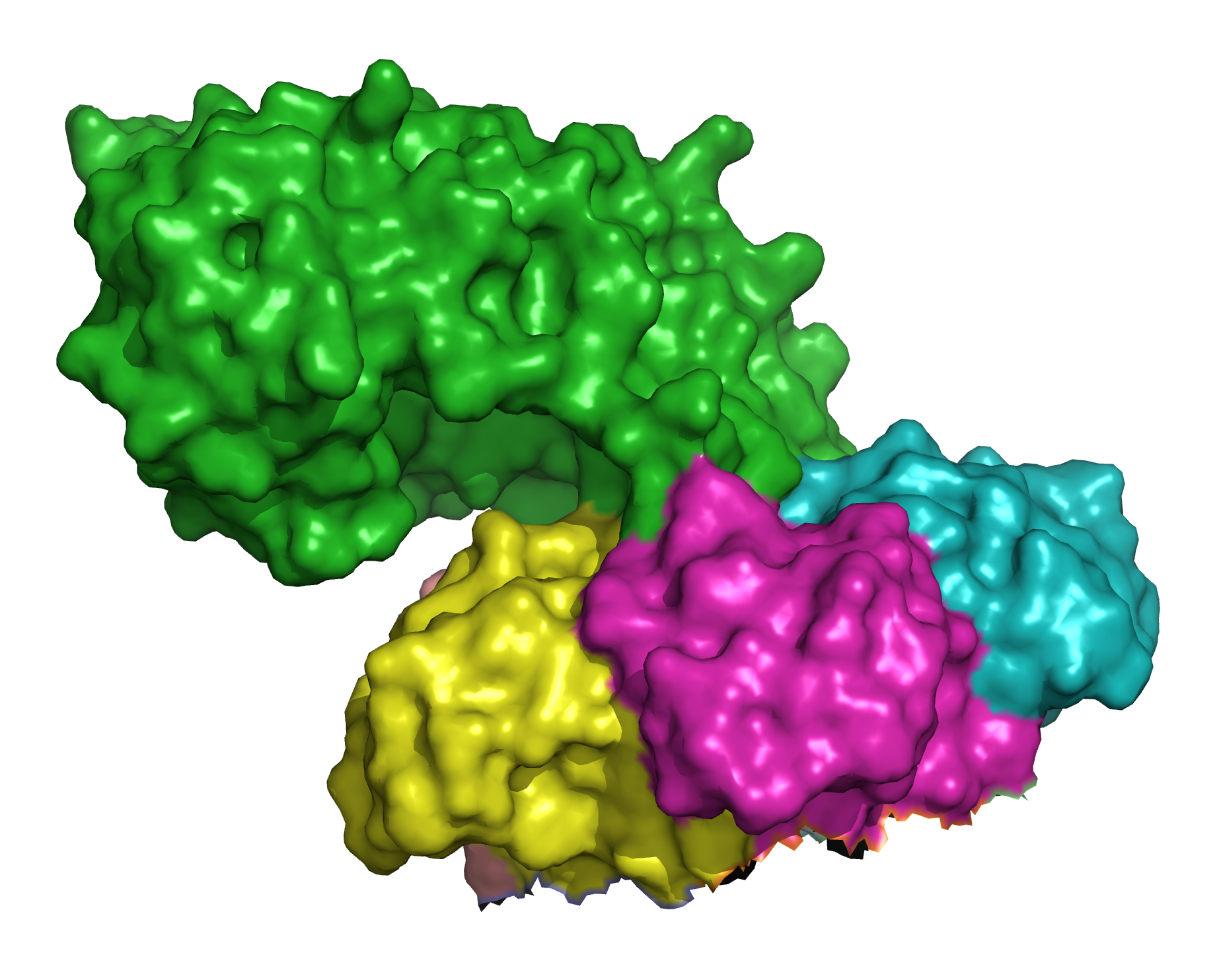
Shigatoxine

Les toxines microbiennes sont des toxines produites par des micro-organismes, principalement des bactéries (bactériotoxines) et des champignons microscopiques, les micromycètes (mycotoxines). Elles favorisent l'infection et la maladie en endommageant directement les tissus de l'hôte et en désactivant le système immunitaire. Certaines toxines bactériennes, telles que les neurotoxines botuliques, sont les toxines naturelles les plus puissantes connues. Cependant, les toxines microbiennes constituent également des agents importants pour la science médicale et la recherche. Actuellement, de nouvelles méthodes de détection des toxines bactériennes sont en cours de développement pour mieux les isoler et les comprendre. Les applications potentielles de la recherche sur les toxines comprennent la lutte contre la virulence microbienne, le développement de nouveaux médicaments anticancéreux et d'autres médicaments, et l'utilisation de toxines comme outils en neurobiologie et en biologie cellulaire. 

## Toxine bactérienne
Les bactéries génèrent des toxines qui peuvent être classées comme exotoxines ou endotoxines. Les exotoxines sont générées et activement sécrétées hors de la cellule ; les endotoxines font toujours partie de la bactérie. Habituellement, une endotoxine fait partie de la membrane externe bactérienne et n'est libérée que lorsque la bactérie est tuée par le système immunitaire. La réponse du corps à une endotoxine peut impliquer une inflammation sévère. En général, le processus d'inflammation est généralement considéré comme bénéfique pour l'hôte infecté, mais si la réaction est suffisamment grave, elle peut mener à une septicémie.
Certaines toxines bactériennes peuvent être utilisées dans le traitement des tumeurs. Certaines bactéries sont naturellement tumoricides. 
La toxinose est une pathogenèse causée par la toxine bactérienne seule, n'impliquant pas nécessairement une infection bactérienne (par exemple lorsque les bactéries sont mortes, mais ont déjà produit de la toxine, qui est ingérée). Elle peut être causée par des toxines de Staphylococcus aureus, par exemple. 

## Méthodes de détection dans les environnements d'eau douce
Les cyanobactéries sont des bactéries autotrophes importantes dans le réseau trophique de l'eau. Les explosions de cyanobactéries connues sous le nom de proliférations d'algues peuvent produire des toxines nocives pour l'écosystème et la santé humaine. La détection de l'étendue d'une prolifération d'algues commence par le prélèvement d'échantillons d'eau à diverses profondeurs et emplacements dans la prolifération. 

### Suivi des toxines d'adsorption en phase solide (SPATT)
L'extraction en phase solide, et notamment le processus SPATT, est une pratique utile pour suivre les proliférations d'algues car elle est fiable, sensible et peu coûteuse. L'un des inconvénients est qu'elle ne donne pas de très bons résultats pour les toxines hydrosolubles par rapport aux composés hydrophobes. Cet outil est principalement utilisé pour déterminer les concentrations intercellulaires de toxines mais les cyanobactéries peuvent également être lysées pour déterminer la quantité totale de toxines dans un échantillon. 

### Réaction en chaîne par polymérase (PCR)
La PCR est un outil moléculaire qui permet l'analyse de l'information génétique. Elle est utilisée pour amplifier la quantité de certains ADN dans un échantillon qui comprennent généralement des gènes spécifiques ciblés. Les cibles génétiques des cyanobactéries en PCR comprennent le gène de l'ARN ribosomique 16S, l'opéron phycocyanine, la région d'espacement interne transcrite et le gène de la sous-unité de l'ARN polymérase. La PCR est efficace lorsque le gène, d'une enzyme réputée productrice de la toxine microbienne ou la toxine microbienne elle-même, est connu. 

### Inhibition enzymatique
Il existe de nombreuses façons différentes de surveiller les niveaux d'enzymes grâce à l'utilisation de l'inhibition enzymatique. Le principe général de beaucoup d'entre eux est l'utilisation de la connaissance que de nombreuses enzymes sont entraînées par des composés libérant des phosphates tels que l'adénosine triphosphate. En utilisant du Phosphore 32 (ou 32P) radiomarqué, une analyse fluorométrique est possible. Ou des polymères uniques peuvent être utilisés pour immobiliser des enzymes et agir dans un biosenseur électrochimique. Dans l'ensemble, les avantages incluent un temps de réponse rapide et peu de préparation d'échantillons. Certains des inconvénients incluent un manque de spécificité en termes de capacité à obtenir des lectures de très petites quantités de toxines et la rigidité des tests pour appliquer certaines procédures à différentes toxines. 

### Méthodes immunochimiques
Cette méthode de détection utilise des anticorps de mammifères pour se lier aux toxines microbiennes qui peuvent ensuite être traitées de différentes manières. Parmi les méthodes commerciales d'utilisation de la détection immunochimique, on peut citer les dosages immuno-enzymatiques (ELISA). Ce test a l'avantage de pouvoir dépister une large gamme de toxines mais pourrait avoir des problèmes de spécificité en fonction de l'anticorps utilisé. Une solution plus exotique implique l'utilisation de points quantiques CdS qui sont utilisés dans un immunocapteur électro-chimioluminescent. Un aspect majeur des méthodes immunochimiques testées dans les laboratoires est l'utilisation de nanofils et d'autres nanomatériaux pour détecter les toxines microbiennes. 

## Toxines clostridiennes

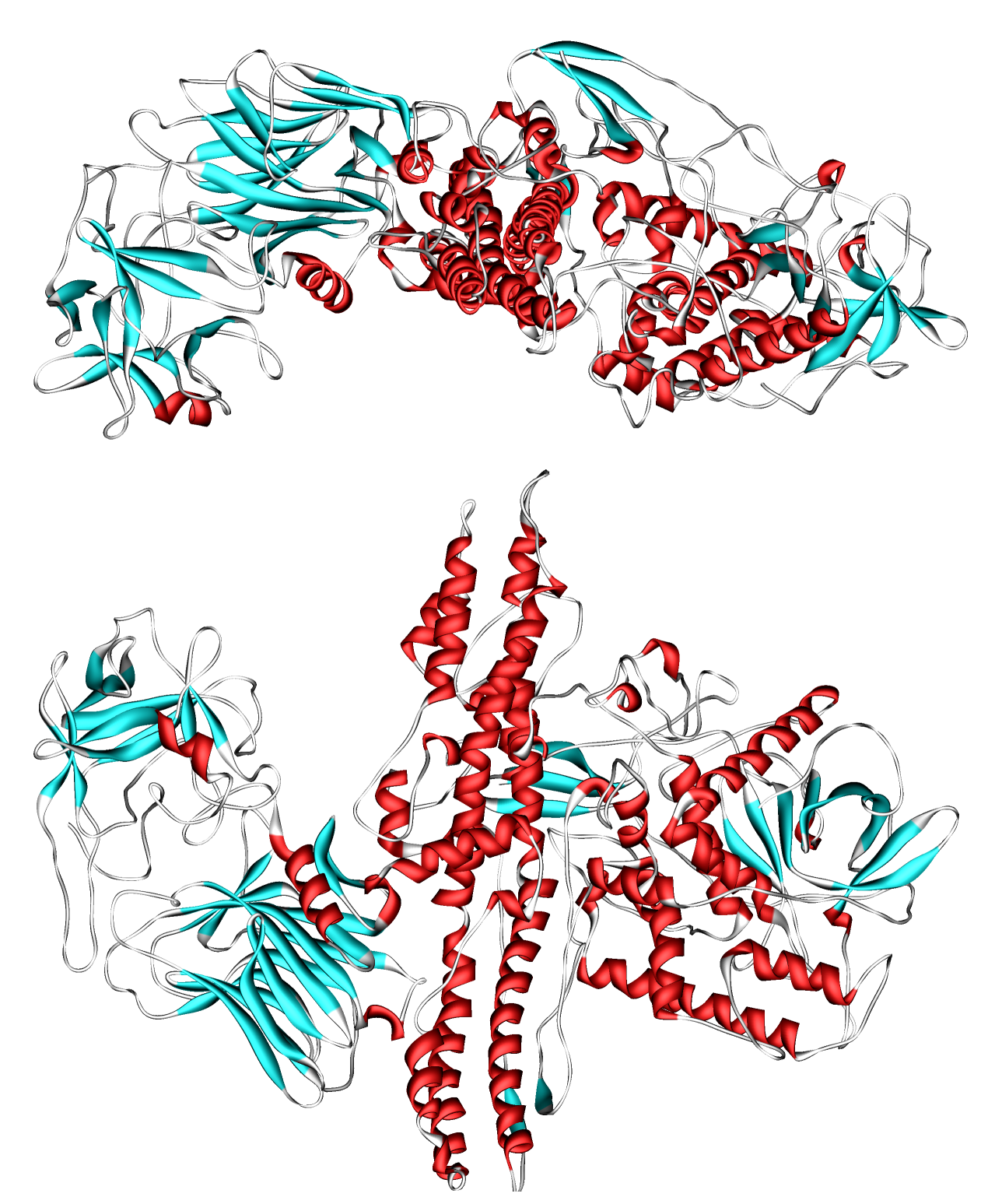
Représentation en 3D de la toxine botulique

Il existe plus de 200 espèces de Clostridium dans le monde qui vivent dans des endroits banals tels que le sol, l'eau, la poussière et même notre tube digestif. Certaines de ces espèces produisent des toxines nocives telles que la toxine botulique et la toxine tétanique entre autres. La plupart des espèces de clostridium qui contiennent des toxines ont généralement des toxines binaires, la première unité étant impliquée dans l'introduction de la toxine dans la cellule et la seconde unité provoque un stress ou une déformation cellulaire. 

### Neurotoxine botulique
Les neurotoxines botuliques (BoNTs) sont les agents responsables du botulisme, une maladie mortelle par intoxication alimentaire, et pourraient constituer une menace majeure de guerre biologique en raison de leur extrême toxicité et de leur facilité de production. Ils servent également d'outils puissants pour traiter une liste toujours croissante de conditions médicales. 

### Toxine tétanique
Clostridium tetani produit la toxine tétanique (protéine TeNT), qui entraîne une maladie mortelle connue sous le nom de tétanos chez de nombreux vertébrés (y compris les humains) et invertébrés.

## Tétrodotoxines
Ces toxines sont produites par des vibrions (espèces de bactéries) et d'accumuler comme dans la vie marine telle que la pufferfish. Ces toxines sont produites lorsque les bactéries vibrions sont stressées par des changements de température et de salinité de l'environnement qui conduisent à la production de toxines. Le principal danger pour l'homme se situe lors de la consommation de fruits de mer contaminés. L'empoisonnement aux tétrodotoxines devient courant dans les eaux marines plus septentrionales et généralement plus froides, car les précipitations plus élevées et les eaux plus chaudes dues au changement climatique déclenchent la production de toxines par ces vibrions.

## Toxines staphylococciques
Les protéines d'évasion immunitaire de Staphylococcus aureus ont une conservation significative des structures protéiques et une gamme d'activités qui sont toutes dirigées vers les deux éléments clés de l'immunité de l'hôte, le complément et les neutrophiles. Ces facteurs de virulence sécrétés aident la bactérie à survivre aux mécanismes de réponse immunitaire. 

## Toxine virale
Il n'y a qu'une seule toxine virale décrite à ce jour : la protéine NSP4 du rotavirus. Elle inhibe la voie de sécrétion médiée par les microtubules et modifie l'organisation du cytosquelette dans les cellules épithéliales polarisées. Elle a été identifiée comme l'entérotoxine virale sur la base de l'observation selon laquelle la protéine provoquait la diarrhée lorsqu'elle est administrée par voie intrapéritonéale ou intra-iléale chez des nourrissons souris d'une manière dépendante de l'âge. NSP4 peut induire une sécrétion aqueuse dans le tractus gastro-intestinal de souris néonatales par l'activation d'une perméabilité anionique de la membrane plasmique dépendante de l'âge et du Ca2+. 

## Voir également
- Alpha-toxine
- Toxine d'Anthrax
- Dinotoxine
- Cyanotoxine
- Toxine diphtérique
- Exotoxine
- Toxine de bordetella pertussis
- Shigatoxine
- Mycotoxines